# Calystegia sepium subsp. spectabilis
Calystegia sepium subsp. spectabilis é uma subespécie de planta com flor pertencente à família Convolvulaceae. 
A autoridade científica da subespécie é Brummitt, tendo sido publicada em Botanical Journal of the Linnean Society 64(1): 73. 1971.

## Portugal
Trata-se de uma subespécie presente no território português, nomeadamente no Arquipélago dos Açores.
Em termos de naturalidade é introduzida na região atrás indicada.

## Protecção
Não se encontra protegida por legislação portuguesa ou da Comunidade Europeia.